# Holocaust in Griechenland

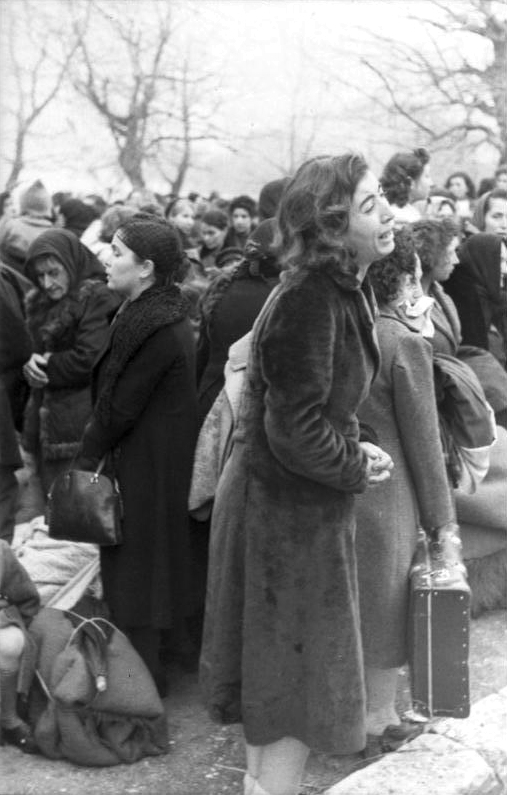
Weinende Frau bei der Deportation aus Ioannina, Nordwestgriechenland, 25. März 1944

Im Holocaust in Griechenland wurde im Zweiten Weltkrieg von den Besatzungsmächten Deutschland und Bulgarien zwischen 1943 und 1944 nach Ghettoisierung, Zwangsarbeit und Enteignung die jüdische Bevölkerung Griechenlands beinahe vollständig in deutsche Konzentrationslager deportiert und dort vernichtet. Zumindest 58.885 Juden, davon mehr als 46.000 aus Thessaloniki, wurden überwiegend in den Gaskammern der Vernichtungslager Auschwitz und Treblinka ermordet. 

## Vorgeschichte
Juden leben in Griechenland seit vorchristlicher Zeit; die ältesten jüdischen Gemeinden Europas wurden hier gegründet. Diese romaniotischen Juden verstanden sich (bis auf die Religionsausübung) nicht als Gruppe, sondern als Bestandteil der Mehrheitsgesellschaft, sie stellten jedoch zahlreiche Ärzte und Anwälte.
Nach der Vertreibung der Juden aus Spanien 1492 kamen sephardische Juden, die mit Ladino auch eine eigene Sprache sprachen. Diese wohnten vornehmlich in Nordgriechenland und stellten in Thessaloniki bis ins 20. Jahrhundert auch eine große Anzahl der Bürger.
Nach der Machtergreifung Hitlers suchte der autoritär regierende Ministerpräsident Ioannis Metaxas die Nähe zu Hitler, ging aber insbesondere aufgrund dessen Antisemitismus mit ihm auf Distanz. Metaxas war mit dem Rabbiner Zvi Koretz befreundet. Seine Politik strebte die stärkere Assimilation von Juden an, so wurde in der Jugendorganisation seiner Partei eine jüdische Abteilung gegründet, der Juden wahlweise beitreten konnten.
Durch die zunehmenden Repressionen gegen Juden in Deutschland in den Jahren vor Beginn des Zweiten Weltkriegs emigrierten ein paar hundert Juden nach Griechenland. Als Vorwände wurden bei der Erstellung von Reisepässen berufliche oder Studienzwecke genannt, beispielsweise der Archäologie und Geschichte.

## Besetzung Griechenlands

Besatzungszonen (1941–1944)

Im Griechisch-Italienischen Krieg wehrte sich Griechenland erfolgreich gegen eine italienische Invasion, ein Kriegsheld war der Jude Mardocheos Frizis, der als erster Offizier fiel. Die griechische Armee kapitulierte erst mit dem Eingreifen der Wehrmacht, endgültig am 21. April 1941. Kein anderes Land hatte den Achsenmächten so lange Widerstand geleistet.
Griechenland wurde von den Siegern Italien, Deutsches Reich und Bulgarien in drei Besatzungszonen aufgeteilt. Es wurde zum großen Teil italienisch, da Hitler die italienische Hegemonie (preponderanza) in Griechenland anerkannte. Die Regionen Saloniki-Ägäis, Athen-Piräus und der Westteil Kretas wurden der deutschen Militärverwaltung unterstellt. Bulgarien annektierte einen Landstreifen westlich des Strymon und besetzte Ostmazedonien, die Inseln Thasos und Samothrake. Georg II. von Griechenland bildete in London eine Exilregierung. Nachdem die Marionettenregierungen Tsolakoglou und Logothetopoulos gescheitert waren, ernannten die Achsenmächte Ioannis Rallis, einen Politiker mit royalistischer Vergangenheit, zum Ministerpräsidenten Griechenlands. Er übernahm am 7. April 1943 die Amtsgeschäfte.
Die jüdische Bevölkerung war auf die Besatzungszonen verteilt:
| Zone                    | annektiert durch Bulgarien | unter deutscher Verwaltung | unter italienischer Verwaltung |
| ----------------------- | -------------------------- | -------------------------- | ------------------------------ |
| jüdische Einwohner 1941 | 5000 bis 6000              | ca. 55.000                 | ca. 13.000                     |

## Judenpolitik der Besatzungsmächte

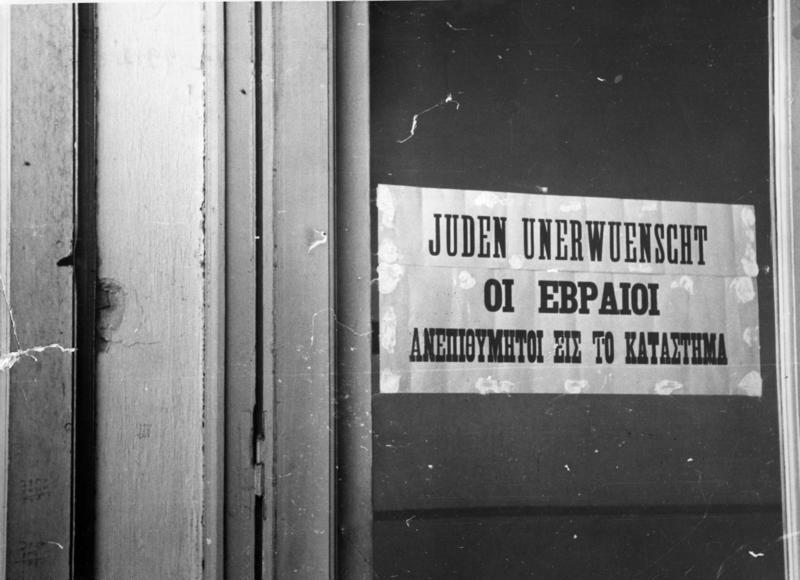
„JUDEN UNERWUENSCHT“, Saloniki, Mai 1941 (Foto der Atlantic Pressebilderdienst, die für das Reichsministerium für Volksaufklärung und Propaganda arbeitete)

Unmittelbar nach dem deutschen Überfall auf Griechenland traf Anfang Mai 1941 ein der 12. Armee angegliedertes Sonderkommando des Einsatzstab Reichsleiter Rosenberg unter Leutnant Hermann von Ingram in Griechenland ein. In Thessaloniki führte eine lokale Arbeitsgruppe des Einsatzstabes in Zusammenarbeit mit der Geheimen Feldpolizei der Wehrmacht über 50 Razzien bei der jüdischen Gemeinde von Thessaloniki durch. Dabei wurden die für spätere Deportationen notwendigen Einwohnerdaten gesammelt und historisch wertvolle Dokumente, Kulturgüter und liturgische Gegenstände geraubt, darunter ca. 100.000 Bücher aus den jüdischen Bibliotheken.
Im Herbst 1941 wurde bei einer Besprechung im Führerhauptquartier Wolfsschanze mit Adolf Hitler von Reichsführer SS Heinrich Himmler im Beisein von Reinhard Heydrich und den Wehrmachtsoffizieren Wilhelm Keitel, Alfred Jodl, Rudolf Schmundt und Gerhard Engel die Frage der jüdischen Bevölkerung von Thessaloniki aufgeworfen und Himmler erhielt die Vollmacht zur Deportation.
Italien verweigerte sich wie in Frankreich hartnäckig deutschem Druck zu einem abgestimmten antijüdischen Vorgehen auch in Griechenland. Ende 1942 sandten Himmler und Eichmann ein Sonderkommando unter SS-Hauptsturmführer Alois Brunner und Dieter Wisliceny mit weitreichenden Vollmachten nach Thessaloniki, um die Deportation der Juden von Saloniki-Ägäis durchzuführen.
Bulgarien verweigerte sich zwar der Deportation von Juden aus dem bulgarischen Kernland. Jedoch konnte SS-Hauptsturmführer Theodor Dannecker im Februar 1943 mit dem bulgarischen Kommissar für Judenangelegenheiten Aleksandar Belew, einem extremen Nationalisten und überzeugten Antisemiten, die Deportation von 8.000 Juden aus Makedonien und 6.000 Juden aus Thrakien vereinbaren, da die dortige jüdische Minderheit als Hindernis für die Bulgarisierungspläne angesehen wurden.

## Phase 1: Nordgriechenland

### Deportationen aus der deutsch besetzten Zone
Anfang Mai 1941 traf das der 12. Armee angegliederte Sonderkommando des Einsatzstab Reichsleiter Rosenberg unter Leutnant Hermann von Ingram in Griechenland ein. In Thessaloniki führte eine Arbeitsgruppe unter Leitung des Studienrates Hans Arnold in Zusammenarbeit mit der Geheimen Feldpolizei über 50 Razzien durch. Dabei wurden die für spätere Deportationen notwendigen Einwohnerdaten und Informationen über jüdische Besitzungen, Institutionen und Synagogen gesammelt und historisch wertvolle Dokumente, Kulturgüter und liturgische Gegenstände geraubt, darunter ca. 100.000 Bücher aus den jüdischen Bibliotheken.
Nachdem sich die kollaborierende griechische Generalinspektion für Makedonien bei der deutschen Militärverwaltung beklagt hatte, dass im Gegensatz zur griechischen Bevölkerung Juden nicht zu Arbeits- und Sachleistungen herangezogen würden, mussten sich auf Anordnung des Militärbefehlshabers Saloniki Ägäis, General Curt von Krenzki, alle männlichen Juden im Alter von 18 bis 45 Jahren am 11. Juli 1942, einem Sabbat, auf dem Freiheitsplatz zur Musterung und Erfassung zur Zwangsarbeit versammeln. Die tauglichen Juden wurden in malariaverseuchte Sümpfe geschickt oder mussten Schwerarbeit in Chrombergwerken leisten. Eine Fluchtbewegung in die italienisch besetzte Zone Griechenlands setzte ein. Die Zwangsarbeitspflicht wurde im Oktober 1942 wieder aufgehoben. Kriegsverwaltungsrat Max Merten von der Militärverwaltung Saloniki-Ägäis hatte der jüdischen Gemeinde eine Vereinbarung abgepresst, die die Juden von Zwangsarbeit gegen Zahlung von 2,5 Mrd. Drachmen und Überlassung des wertvollen, 300.000 Quadratmeter großen Areals des jüdischen Friedhofs (auf den die Stadtverwaltung seit langem ein Auge geworfen hatte) befreite. Von den knapp 3.500 zur Zwangsarbeit Herangezogenen starben nach jüdischen Schätzungen 12 % also etwa 400 Menschen.
Am 6. Februar 1943 traf das Sonderkommando der Sicherheitspolizei für Judenangelegenheiten in Saloniki-Ägäis mit den SS-Hauptsturmführern Dieter Wisliceny und Alois Brunner in Thessaloniki mit vorgefertigten Judenerlassen ein, die dem Kriegsverwaltungsrat Max Merten in Vertretung des Wehrmachtsbefehlshabers Saloniki-Ägäis vorgelegt wurden, da das Gebiet unter der Verwaltung der Heeresgruppe E stand.
Noch im Februar 1943 verpflichtete Kriegsverwaltungsrat Max Merten von der Wehrmachtsverwaltung Ägäis Saloniki die öffentliche Verwaltung, jüdische Beamte zu entlassen und keine Geschäfte mehr mit Juden zu tätigen. Diese wurden auch aus Vereinen des öffentlichen Rechts, Organisationen und Verbänden ausgeschlossen. Während der Ghettoisierung im März mussten Vermögensaufstellungen und die Schlüssel zu Geschäften und Wohnungen abgegeben werden. Um die Verwertung kümmerte sich die formal griechische Dienststelle zur Verwaltung des Judenvermögens (griechisch: Yperesia Diacheiriseos Isrilitikis Periousias; kurz: YDIP) unter deutscher Aufsicht. Mit Hilfe von Spitzeln und systematischer Folter zwangen die Mitarbeiter Eichmanns die wehrlosen Juden, Verstecke ihres Schmuckes und Goldes zu nennen. Allein an Gold wurden so nach vorsichtigen Schätzungen mindestens 12 Tonnen erbeutet. Die verlassenen Wohnungen wurden von deutschen Soldaten geplündert und zuletzt erschienen griechische Kollaborateure, Diebe und Bettler auf der Suche nach Wertgegenständen.
Griechische Juden mussten den Judenstern tragen, ihre Geschäfte und Wohnungen damit kennzeichnen und in Ghettos umsiedeln. Diese lagen im Baron-Hirsch-Viertel und in zwei weiteren Stadtteilen in der Nähe des Bahnhofs (in Kalamaria, Singrou et Vardar/Agia Paraskevi). Rabbi Koretz wurde als zentraler jüdischer Ansprechpartner bestimmt, ein jüdischer Ordnungsdienst unter Vital Aaron Chasson gebildet und innerhalb von weniger als drei Wochen wurden die nationalsozialistischen Maßnahmen der Ausgrenzung, Kennzeichnung und Ghettoisierung umgesetzt.
Im Zeitraum vom 14. März bis zum 7. August 1943 wurden in 19 Zugtransporten 43.850 Juden, d. h. 95 Prozent der jüdischen Bevölkerung von Saloniki, deportiert, die meisten davon in das KZ Auschwitz-Birkenau. Zusätzlich wurden in diesen Zügen weitere Juden aus anderen Städten und Gemeinden Nordgriechenlands abtransportiert.
Zvi Koretz, der Großrabbiner der jüdischen Gemeinde Thessaloniki, wurde im August 1943 zusammen mit seiner Familie und 74 Gemeindemitgliedern, sowie 367 Juden, die die spanische Staatsbürgerschaft hatten, in das Aufenthaltslager Bergen-Belsen deportiert, wo er später an Typhus erkrankte. Er gehörte zu den über 7000 Häftlingen des Lagers, die im April 1945 in das Konzentrationslager Theresienstadt transportiert werden sollten, und gelangte als Insasse des Verlorenen Zuges in das brandenburgische Tröbitz, wo er, kurze Zeit nach seiner Rettung, am 3. Juni 1945 an Flecktyphus gestorben sein soll. Fleischer bezeichnet das als offizielle Lesart und konstatiert: „tatsächlich wird er aber wohl von empörten Landsleuten gelyncht.“ Sein Grab befindet sich auf dem für die Opfer des Transportes eingerichteten Jüdischen Friedhof des Ortes.

### Deportationen aus der bulgarisch besetzten Zone
In Westthrakien und Ostmakedonien lebten zur Zeit der bulgarischen Besatzung zwischen 4000 und 5500 Menschen jüdischer Herkunft. Sie lebten in den Städten Alexandroupoli, Drama, Kavala, Komotini, Serres und Xanthi. Die Besatzer strebten eine Bulgarisierung der in Besitz genommenen Territorien an. Betreffend die jüdischen Gemeinden gibt es zwei einander widersprechende Narrative: Das eine lautet, die jüdische Bevölkerung sei kollektiv aufgefordert worden, die bulgarische Staatsbürgerschaft anzunehmen, hätte sich jedoch aus Solidarität mit dem griechischen Staat geweigert. Das andere konstatiert, den thrakischen Juden sei der Erwerb der bulgarischen Staatsbürgerschaft verwehrt geblieben.
Das bulgarische Kommissariat für Judenfragen unter Belew plante nach der Registrierung alle Juden zu deportieren und ihr Eigentum zu konfiszieren. Zunächst wurde alle Juden zur Zahlung einer Sondersteuer in Höhe von ca. 20 % auf das Vermögen verpflichtet. Alle Gelder mussten auf Sperrkonten deponiert werden, Sachwerte wurden registriert und dem Kommissariat zur Disposition gestellt. Nach der Deportation aus den bulgarisch besetzten Gebieten wurde alles Eigentum konfisziert.
Am 3. März 1943 wurden die Juden in Thrakien von bulgarischen Soldaten, Polizisten und Angehörigen der Organisation für Judenangelegenheiten interniert und ihnen wurde Geld und Besitz abgenommen. Etwa 4.000 Menschen wurden über die Durchgangslager Gorna Djumaya (ca. 2.500) und Dupnica (ca. 1.500) zum Hafen von Lom gebracht. Beim Übersetzen über die Donau sollen nach widersprüchlichen Berichten beim Untergang eines Bootes Insassen ertrunken sein. Die Überlebenden wurden an der österreichischen Grenze dem deutschen Sicherheitsdienst übergeben und dann nach Treblinka gebracht. Keiner der Deportierten überlebte.
Insgesamt wurden aus den thrakischen (griechischen) und mazedonischen (jugoslawischen) Gebieten, die unter bulgarischer Besatzung standen, mindestens 11.343 Personen von den Bulgaren deportiert. Die Deutschen verlangten für den Transport pro Kopf 250 Reichsmark, was den Bulgaren zu hoch erschien. Es kam zu keiner Übereinkunft und es wurde auch nichts bezahlt. Die griechischen Juden, zumindest 4.057, Fleischer beziffert 4.200, wurden im Vernichtungslager Treblinka ermordet.

## Phase 2: Ioannina, Athen und die Inseln
Während der Besatzung Griechenlands durch die Achsenmächte Deutschland, Italien und Bulgarien fielen 15.000 jüdische Frauen, Männer und Kinder nach der griechischen Kapitulation Ende April 1941 unter italienische Besatzungshoheit. Sie lebten in 16 Gemeinden, darunter 3500 in Athen, 2200 auf Rhodos und Kos, 2000 auf Korfu, 1950 in Ioannina, 1175 in Larisa, 882 in Volos, 520 in Trikala, 384 in Arta, 350 in Chalkida, 337 in Agrinion und Patras zusammen, 275 auf Zakynthos, 250 in Preveza, 150 in Karditsa.
Nach dem Kriegseintritt Italiens auf Seiten der Alliierten im September 1943 ersetzten deutsche Besatzungstruppen die italienischen. Die Mitglieder der jüdischen Bevölkerungsgruppe waren unter italienischer Besatzung nicht an Leib und Leben bedroht, während 1943 die Deportationen der jüdischen Bevölkerungsanteile beispielsweise aus Thessaloniki und Athen im vollen Gange waren.
Da Athen ursprünglich in der italienischen Besatzungszone lag, hatten die Juden der Stadt – deren Anzahl sich durch Flüchtlinge aus dem nördlichen, deutsch besetzten Griechenland stark vergrößert hatte – unterstützt durch die griechisch-orthodoxe Kirche während des Holocausts bessere Überlebenschancen als die Juden anderer Länder unter der Nazi-Herrschaft. Es gab einige Rettungsaktionen, zum Beispiel die Rettung nahezu aller Juden der Insel Zakynthos durch die Inselbevölkerung oder die Ausgabe falscher Personalausweise und Geburtsurkunden für Juden durch Athener Behörden. Doch liefen im März 1944 die Deportationen aus der vormals italienisch besetzten Zone an und wurden im August 1944 abgeschlossen. Es wurden zumindest 8.821 Menschen deportiert und davon 6.056 unmittelbar nach der Ankunft in Auschwitz in den Gaskammern ermordet.

### Ioannina
Am 25. März 1944 umstellten deutsche Truppen das am Ioannina-See gelegenen jüdische Viertel und übermittelten den jüdischen Gemeindevertretern, dass sich binnen drei Stunden jede jüdische Familie an vorbestimmten Sammlungsplätzen einzufinden habe.
1.700 Angehörige der jüdischen Bevölkerungsgruppe wurden mit Lastwagen der Wehrmacht nach Larisa in ein dortiges Konzentrationslager verbracht und anschließend per Zug aus Athen in das Konzentrationslager Auschwitz deportiert und dort ermordet. 95 Prozent der jüdischen Bevölkerungsgruppe wurden mittels dieser Aktion am 25. März 1944 ausgelöscht.
Die an diesem Tag von der Propagandakompanie der Wehrmacht erstellte Fotodokumentation befindet sich heute (2016) im Bundesarchiv in Koblenz.

### Athen
Zwar befand sich Athen unmittelbar nach der Besatzung Griechenlands im April 1941 unter gemeinsamer deutscher und italienischer Verwaltung, jedoch konzentrierte sich die Verfolgung der Juden bis Ende August 1943 auf die deutsch und bulgarisch besetzten Zonen im Norden und die systematische Vernichtung des sephardischen Judentums von Thessaloniki. Dank italienischer Intervention gelang es sogar 551 Juden aus Thessaloniki, mit offizieller Erlaubnis nach Athen zu übersiedeln. Weitere rund 1.500 flüchteten ohne Erlaubnis nach Athen, wo sie sich unter den Italienern sicher wähnten.
Im August 1943 änderte sich die Lage dramatisch. Einerseits übernahmen die Deutschen – nach der Unterzeichnung des Waffenstillstands zwischen Italien und den Alliierten – die alleinige und volle Kontrolle über die bislang italienischen Besatzungszonen. Andererseits war die Vernichtung des Judentums von Thessaloniki mit dem letzten Transport, der am 18. August 1943 im KZ Auschwitz-Birkenau eintraf, abgeschlossen und es ergaben sich logistische Kapazitäten. Doch gestaltete sich die Lage in Athen grundlegend anders als in Thessaloniki. Als Wisliceny, zwischenzeitlich nach Bratislava abkommandiert, im September 1943 in Athen vom Oberrabbiner Elias Barzilai Listen aller in Athen befindlicher Juden samt Beruf und Adresse einforderte (und zusätzlich ein Vermögensverzeichnis der jüdischen Gemeinde), erhielt er innerhalb der gestellten Frist von zwölf Stunden die Antwort, die Bücher seien gestohlen worden und die Erfüllung des Auftrags sei daher unmöglich. Der Oberrabbiner flüchtete dann umgehend mit seiner Familie.
Am 7. Oktober 1943 erließ der soeben eingetroffene Höhere SS- und Polizeiführer Jürgen Stroop den Befehl, dass sich alle Juden Athens binnen fünf Tagen registrieren lassen müssten. Im Judenrat meldeten sich kaum 1.200. Die Nichtbefolgung der Anordnung diente Stroop als Vorwand zur Konfiskation jüdischen Vermögens. Anstatt der erwarteten 8000 Registrierungen erfolgten bis März 1944 nur rund 1500. Daraufhin verbreiteten die Nazis das Gerücht, am Abend des 24. März 1944 würde in der Synagoge – anlässlich des bevorstehenden Pessachfestes – Mehl und Zucker verteilt. „Mit diesem Trick gelang es ihnen, eine überdurchschnittliche Zahl von Juden und Jüdinnen in die Synagoge zu locken, zu verhaften und sie anschließend im speziell für diese Zwecke errichteten Durchgangslager Chaidari vorübergehend zu kasernieren.“ Fleischer erinnert daran, dass die Verhaftungen am Vorabend des griechischen Unabhängigkeitstages erfolgten. Er nennt 800 Verhaftete in der Synagoge und 500 weitere, die aus ihren registrierten Häusern aufgegriffen wurden. „Gemeinsam werden sie für einige Tage im nahen KZ Chaidari unter menschenunwürdigen Bedingungen zusammengepfercht, bis auch die Opfer aus der Provinz ‚transportfertig‘ sind.“

### Kreta
Auf der Insel Kreta gab es nur zwei jüdische Gemeinden, eine kleinere in Heraklion und rund 315 Personen in Chania. Obwohl die Deutschen Kreta ab 1941 gemeinsam mit den Italienern besetzt hielten, erfolgte der Zugriff erst nach der italienischen Kapitulation. Davor waren nur Registrierungen erfolgt. Im Morgengrauen des 21. Juni 1944 wurden die jüdischen Bürger Kretas festgenommen und auf der Danae Richtung Kontinentaleuropa verschifft. Am 8. Juli wurde das Schiff – mutmaßlich durch Feindeinwirkung – versenkt, alle Passagiere starben.

### Korfu
Auf Korfu lebten Juden seit dem 12. Jahrhundert und erlangten im 18. Jahrhundert die gleichen Rechte wie die Christen. Überliefert ist ein antisemitischer Vorfall im Jahr 1891, als ein Ritualmord an einem Mädchen Juden angelastet wurde, das Opfer war jedoch tatsächlich selbst jüdisch. In dessen Folge fusionierten die zwei Gemeinden und der Rat.
Es gelang den Deutschen – nach der Machtübernahme von den Italienern im Jahr 1943 – die christlich-orthodoxe Mehrheit für ihre Judenpolitik zu gewinnen. Außerdem bestand innerhalb der damals rund 2.200 Personen zählenden jüdischen Gemeinde große Uneinigkeit, die es nicht ermöglichte, Kontakte nach außen aufzunehmen und die Rettung der Gemeinde zu planen. Daher hatte Eichmanns Struktur leichtes Spiel und konnte am 9. Juni 1944 nahezu alle korfiotischen Juden und Jüdinnen festnehmen, in der Neuen Burg kasernieren und am 11., 14. und 17. Juni ins KZ Chaidari überstellen. Am 20. Juli erfolgte von dort der Abtransport per Zug ins KZ Auschwitz-Birkenau.

### Rhodos, Kos

Deportationsroute der dodekanischen Juden von Kos und Rhodos nach Auschwitz, Juli/August 1944

Die letzten jüdischen Gemeinden, deren sich die Deutschen bemächtigten, waren die Inseln des Italienischen Dodekanes, Rhodos und Kos. Die diasporische Geschichte der dort lebenden Juden begann mit der Vertreibung aus Palästina unter römischer Herrschaft. Der Einfluss der johannitischen und ab 1523 der 450-jährigen osmanischen Herrschaft hatte eine von der griechischen klar abweichende Gesellschaftsstruktur zur Folge. Innerhalb der Stadtmauern lebten Osmanen und Juden, die Griechen lebten in den Vorstädten. Seit dem Vertrag von Lausanne besaßen die Bürger eine eingeschränkte italienische Staatsbürgerschaft, namentlich ohne Recht auf die Wahl von Repräsentanten. Dank des türkischen Konsuls Selahattin Ülkümen konnten 42 jüdische Staatsbürger der Türkei und eine Reihe ihrer Verwandten auf Rhodos verbleiben. Sie waren zwar in den folgenden Monaten harschen Repressionen ausgesetzt, konnten aber am 10. Januar 1945 die Insel Richtung Marmaris verlassen und sich in Sicherheit bringen.
Am 13. Juli 1944 befahl Generalleutnant Ulrich Kleemann, Kommandant von Ost-Ägäis, die Festsetzung der Juden. Deportiert wurden von Rhodos zumindest 1.651 Frauen, Männer und Kindern, aus Kos zumindest 83. Drei Schiffe aus Rhodos liefen am 24. Juli 1944 aus, eines aus Kos schloss sich an und sie verbrachten die Inhaftierten ins KZ Chaidari. Unmittelbar nach dem Abtransport der Juden setzte Kleemann eine Erfassungskommission für den Judennachlass ein. Am 3. August wurden die Juden – mit dem letzten Deportationszug aus Griechenland – von Athen nach Auschwitz verbracht, wo sie nach 13 Tagen in Viehwaggons am 16. August 1944 eintrafen. 600 Menschen wurden für den Arbeitsdienst ausgesondert, alle anderen unmittelbar nach der Ankunft in den Gaskammern ermordet. „Nur 151 der von Rhodos Deportierten überlebten.“

„Obwohl das deutsche Militär bereits an allen Fronten auf dem Rückzug begriffen war, wurden noch Kapazitäten für diesen letzten Transport sephardischer Juden aus der Ägäis aufgebracht. Mit 24 Tagen Dauer und 1600 Kilometer Entfernung handelte es sich außerdem um einen der langwierigsten und weitesten Deportationswege in ein Vernichtungslager. Die Vernichtung der Juden von Rhodos repräsentiert in nahezu paradigmatischer Weise die grausame Unnachgiebigkeit der Bürokratie, die an der Massenvernichtung wider alle Logik weiterhin festhielt.“

## Rettungsaktionen

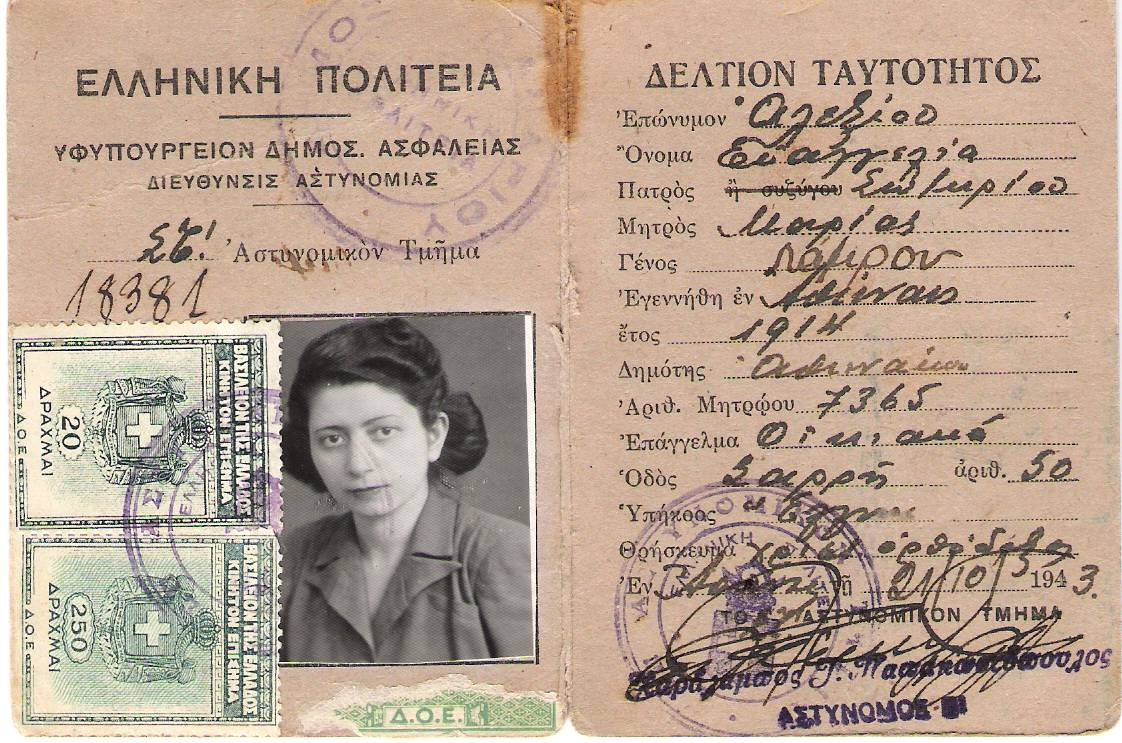
Personalausweis, wie sie zum Schutz der Juden ausgestellt wurden. Eva Alhanati wird als Evangelia Alexiou bezeichnet

Die hohe Quote an Ermordeten in Griechenland erklärt sich zum Teil auch daraus, dass beispielsweise den sephardischen Juden in Thessaloniki, die jahrhundertelang friedlich mit Christen und Muslimen zusammen gelebt hatten, ein Gefühl der Gefährdung fehlte, oder dass die romaniotischen Juden von Ioannina sich aufgrund ihrer fortgeschrittenen Assimilation unbedroht wähnten. Retten konnten sich auf individueller Basis vor allem Männer im wehrfähigen Alter, die sich den Partisanen anschlossen, oder Familien wie die Cohens in Athen, die bei Christen Unterschlupf fanden.
Insbesondere in Athen konnte eine erhebliche Anzahl jüdischer Menschen durch gefälschte Dokumente gerettet werden: Die griechisch-orthodoxe Kirche verteilte mit ausdrücklicher Genehmigung von Erzbischof Damaskinos gefälschte Taufbescheinigungen. Daran orientierte sich der Athener Polizeipräsident Angelos Evert und ermöglichte die Ausstellung von Personalausweisen mit falscher Religionszugehörigkeit und teilweise veränderten Namen.
Einen gewissen Schutz bot auch die Staatsangehörigkeit eines neutralen Staates, wie der Türkei, Spaniens oder Argentiniens. Juden mit spanischen und argentinischen Pässen wurden zwar ebenfalls deportiert, allerdings nicht in die Vernichtungslager Auschwitz und Treblinka, sondern in das als Übergangslager bezeichnete KZ Bergen-Belsen, wo sie mehr oder weniger als Geiseln festgehalten waren. Nachdem die spanische Regierung unter Franco von jüdischen Hilfsorganisationen überredet werden konnte, mehrere Hundert sephardische Juden als spanische Staatsbürger anzuerkennen und deren Auslieferung zu verlangen, konnten diese Anfang 1944 in einem Sonderzug aus Bergen-Belsen nach Spanien gebracht werden. Im Sommer 1944 wurden sie ins marokkanische Fedala verlegt und konnten im September 1944 mit Unterstützung der Jewish Agency for Palestine nach Nuseirat im Südwesten Palästinas ausreisen. Aus dem dortigen britischen Gefangenenlager (detention camp), dem späteren Flüchtlingslager Nuseirat, wurden sie nach und nach entlassen und weitgehend in den Jischuv integriert.
Türkische Juden konnten sich von Rhodos nach Marmaris retten. Bis zum Waffenstillstand Italiens mit den Alliierten am 8. September 1943 waren auch Juden mit italienischem Pass vor Deportationen geschützt, was auch Günther Altenburg beklagte, denn auch in Thessaloniki besäßen „die wirtschaftlich mächtigen Juden“ die italienische Staatsbürgerschaft und somit einen Freipass.
Vier jüdische Gemeinden Griechenlands konnten einerseits aufgrund von Zivilcourage einzelner und glücklicher Umstände andererseits fast vollständig gerettet werden:

### Karditsa
Die kleine jüdische Gemeinde Karditsa hatte keine Synagoge, keinen jüdischen Friedhof und keinen Rabbi. Sechs junge jüdische Männer dienten in der griechischen Armee im Krieg von 1940 gegen das angreifende Italien. Mehrere Juden aus Karditsa waren im Widerstand aktiv. Als die Deutschen 1943 auch diese Stadt besetzten, war eine ihrer ersten Aktivitäten, dass sie vom Bürgermeister eine Liste aller Juden mit deren Adressen einforderten. Doch der Nationale Widerstand hatte alle Juden Karditsas mit neuen Dokumenten, die auf christliche Namen lauteten, ausgestattet. Als ihre Verfolgung begann, konnten sie sich in die Berge und in ein befreundetes Dorf retten. Nach Ende der deutschen Besatzung kehrten alle unversehrt in die Stadt zurück.

### Katerini
Die Kleinstadt Katerini am Fuße des Olymp hatte damals rund 17.000 Einwohner, darunter dreißig bis vierzig Juden. Als Zvi Koretz am 29. März 1941 dem Polizeichef von Katerini, Papageorgiu, den Auftrag weiterleitete, dass alle Jüdinnen und Juden seiner Stadt zu verhaften und tags darauf nach Thessaloniki zu schicken seien, verzögerte dieser die offizielle Annahme des Telegramms, informierte die jüdische Gemeinde und gab ihr eine Frist von drei bis 24 Stunden. Alle konnten rechtzeitig flüchten.

### Volos
Laut Nechama/Molcho lebten in der thessalischen Stadt Volos 882 jüdische Gemeindemitglieder. Diese sollten 1943 registriert, von der Wehrmacht verhaftet und in Vernichtungslager deportiert werden. In einer denkwürdigen Rettungsaktion, an der auch der orthodoxe Erzbischof Joakim sowie der deutsche Konsul Helmut Scheffel beteiligt waren, gelang es den Widerstandsgruppen der EAM (siehe ELAS) in kürzester Zeit, mehrere Hundert Menschen auf 24 Piliondörfer zu verteilen und dort unter Aufsicht der ELAS und durch Mithilfe der örtlichen Bevölkerung mit neuer Identität zu versehen oder zu verstecken. Gleichwohl wurden 155 Mitglieder der jüdischen Gemeinde von Volos von den Nazis ermordet.

### Zakynthos
Die Rettung aller Juden der ionischen Insel, laut Santin 275 Menschen, wird von Michael Molcho und Joseph Nehama als das Wunder von Zakynthos bezeichnet. Die Deportation und Ermordung konnte durch Zusammenwirken der örtlichen Behörden, der Inselbevölkerung und der deutschen Kommandantur verhindert werden. Die Historiker setzten jedoch die Gewichtung unterschiedlich. Fleischer schreibt die Hauptverantwortung dem deutschen Kommandanten Lüth (oder Lütt) zu, der aufgrund der Freundschaftsbeziehungen und Verschwägerung der jüdischen mit den christlich-orthodoxen Bevölkerungsteilen die Deportation abgelehnt und verzögert haben soll. Fleischer bezeichnet den Kommandanten als „offensichtlich regimekritisch eingestellt.“ Chrysostomos und Karrer kommen in seinem Narrativ nicht vor.
Molcho/Nehama hingegen legen Hauptaugenmerk auf die Inselbevölkerung, die „vom höchsten Angestellten und den ehrbarsten Honoratioren bis hin zu den einfachen Arbeitern und Dorfbewohnern“ jüdische Mitbürger versteckt und gerettet habe. Die Juden seien laut den beiden Autoren sehr wohl erfasst worden und hätten sich täglich zum Appell einfinden müssen.
Ein anderes Narrativ bietet der Lokalhistoriker Dionysios Stravolemos, der den Metropoliten Chrysostomos von Zakynthos und den Bürgermeister Lukas Karrer als „die beiden Wohltäter“ der Juden von Zakynthos beschreibt. Sie hätten sich geweigert, die von den Deutschen geforderte Liste aller Juden von Zakynthos zusammen zu stellen und sollen nur zwei Namen auf die Liste gesetzt haben, ihre eigenen. Untermauert wird seine Version durch die Auszeichnung der beiden Honoratioren als Gerechte unter den Völkern durch Yad Vashem.

## Ermordung griechischer Juden in anderen Ländern

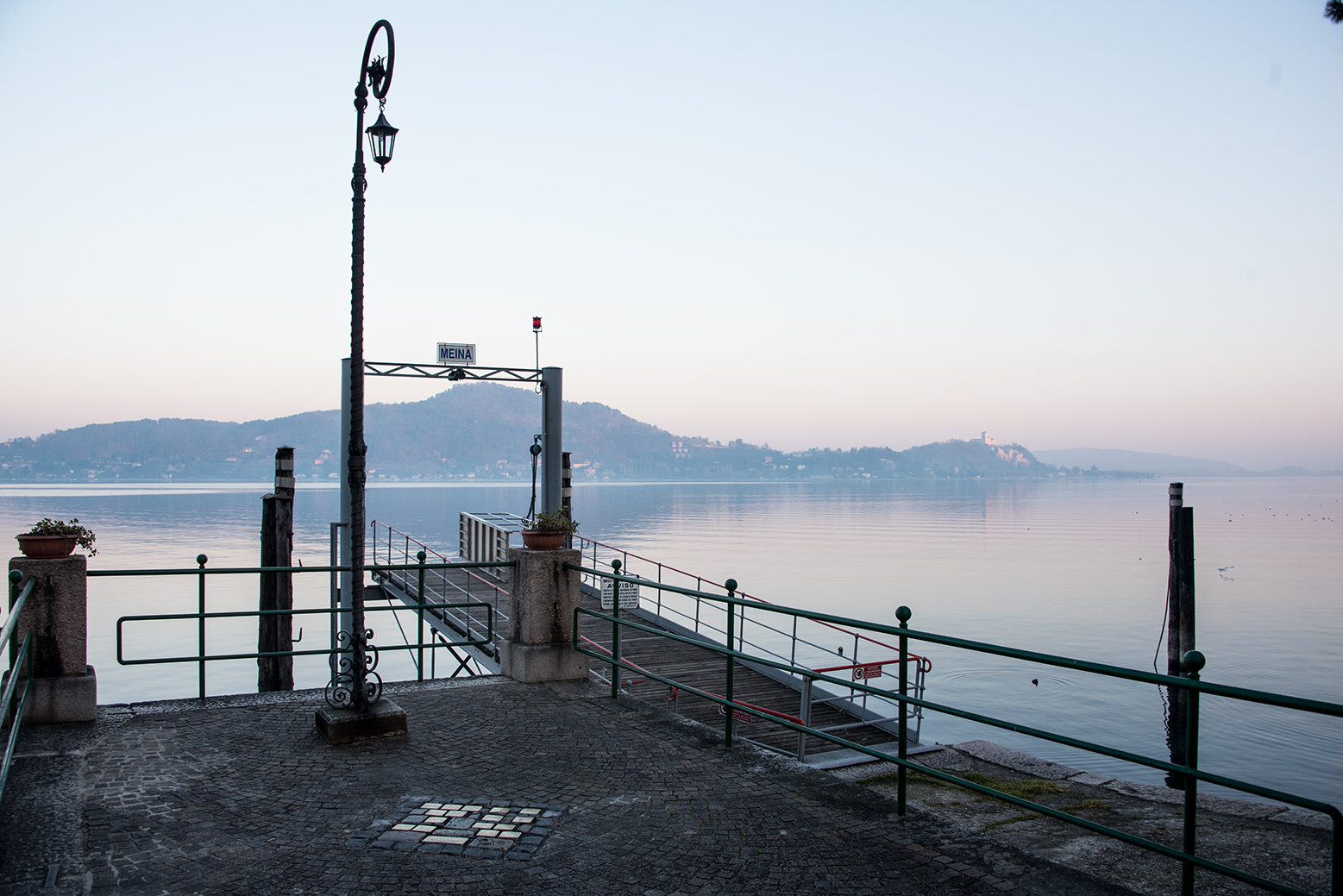
Stolpersteine für die aus Thessaloniki stammenden Opfer des Massakers vom Lago Maggiore

Überall in Europa, wo die Nationalsozialisten die Macht ergriffen, waren Juden ihres Lebens nicht sicher. Viele griechischen Juden waren nach dem Überfall auf Griechenland nach Italien geflüchtet. Als deutsche Truppen nach dem Sturz Mussolinis weite Teile Italiens besetzten, begann auch dort die Verfolgung und Ermordung von Juden und Jüdinnen. Hier ein Beispiel.
Im September 1943 ermordeten Angehörige der 1. SS-Panzer-Division Leibstandarte SS Adolf Hitler 50 Juden auf der piemontesischen Seite des Lago Maggiore, darunter 16 Gäste des Grand Hotels in Meina, die allesamt aus Thessaloniki stammten und aufgrund der deutschen Besatzung Griechenlands nach Italien geflüchtet waren. Diese Mordtat wird gemeinhin als Massaker von Meina bezeichnet und wurde dreimal verfilmt. Verhaftungen jüdischer Zivilpersonen erfolgten in einer abgestimmten Aktion in Meina, Arona, Baveno, Mergozzo und Orta San Giulio, nachdem sie mittels Listen der kommunalen Behörden als Menschen jüdischer Abstammung identifiziert worden waren. Weitere Verhaftungen erfolgten in Stresa und in Pian Nava. Stets wurden auch Wertgegenstände und beträchtliche Geldsummen gestohlen bzw. erpresst, weiters vergewaltigte einer der Kompanieführer die Ehefrau des Hausverwalters einer Villa, deren jüdischer Besitzer geflohen war. In Meina gerieten die Mitglieder dreier griechischer Familien im Alter zwischen zwölf und 76 Jahren in SS-Gewahrsam, ebenso die fünfköpfige Familie des Hotelbesitzers, Juden türkischer Nationalität. Zwischen 19. und 22. September 1943 fand in Baveno eine Kompanieführerbesprechung des Bataillons unter Leitung des Hauptsturmführers Röhwer statt und es wurde der Beschluss gefasst, die gefangenen Juden zu töten und ihre Leichen in den Lago Maggiore zu werfen. In der Nacht vom 22. auf den 23. September holte ein Exekutionskommando auf drei Fahrten jeweils vier der in Meina festgehaltenen Opfer mit einem Lastwagen ab und erschoss sie auf einem Waldweg. Ein weiteres Kommando ruderte die Leichen in Booten auf den See hinaus, beschwerte sie mit Gesteinsbrocken und versenkte sie. Tags darauf trieben drei Leichen auf dem See und wurden ans Ufer gebracht, beobachtet von vielen Einwohnern. In der folgenden Nacht wurden auch die letzten vier der Hotelgäste in derselben Weise erschossen und ihre Leichen beseitigt. Auch in Stresa und Baveno wurden gefangene Juden auf diese Weise ermordet.
1968 verurteilte das Landgericht Osnabrück insgesamt fünf Personen wegen dieser Verbrechen, der Bundesgerichtshof hob jedoch 1970 die Urteile wegen Verjährung auf. Im Rahmen der Verhandlung stellte sich heraus, dass die Mordtaten vom Lago Maggiore nicht auf Befehl von oben erfolgten, sondern auf Eigeninitiative der Leibstandarte SS Adolf Hitler.

## Griechen in den Konzentrationslagern
Laut deutschen Aufzeichnungen trafen zwischen 20. März 1943 und 18. August 1943 in 19 Güterzugtransporten 48.533 griechische Juden im Konzentrationslager Auschwitz-Birkenau ein. Einige Transporte gingen in andere Todeslager, darunter das Vernichtungslager Treblinka. Nur eine Minderheit der Deportierten wurde nach der Ankunft als Zwangsarbeiter für die umliegenden Fabriken „selektiert“ (insgesamt 11.200, davon 4200 Frauen und 7000 Männer) oder für Menschenversuche wie hunderte von Mädchen für Sterilisationsexperimente der SS-Ärzte ausgewählt. Alle anderen wurden direkt nach der Ankunft in den Gaskammern getötet und in den Krematorien verbrannt.

### Kommunikation, Haltung, Funktionen
Nur 11.200 Juden aus Griechenland, darunter 4.200 Frauen, wurden 1943 in das Konzentrationslager Auschwitz aufgenommen. Das waren 23 % der Ankömmlinge. Ihr Schicksal unterschied sich von dem anderer jüdischer KZ-Häftlinge aus Ost-, West- und Mitteleuropa erheblich. Zum einen waren die griechischen Juden nicht an die extremen Wetterbedingungen in Polen gewöhnt. Zum anderen bestanden massive Kommunikationsprobleme mit den anderen Häftlingen, die überwiegend Deutsch, Jiddisch und Polnisch sprachen, während die Häftlinge aus Thessaloniki sich hauptsächlich in Ladino, Griechisch und Französisch verständigten. Auch hatten fast alle ankommenden griechischen Häftlinge bereits bei der Ankunft in Auschwitz mehrere oder alle Familienangehörigen verloren, wodurch sie massiv traumatisiert wurden. Insofern bildeten die Griechen in Auschwitz zumeist geschlossene Gruppen. Primo Levi charakterisiert sie in seinem ersten Buch Ist das ein Mensch? wie folgt:

„Diese wenigen Überlebenden der jüdischen Kolonie von Saloniki, mit ihren zwei Sprachen, Spanisch und Griechisch, und mit ihren vielfältigen Jobs, sind die Bewahrer einer konkreten, irdischen, wohl bedachten Weisheit, in der sich die Überlieferungen aller Mittelmeerkulturen treffen […] [D]er Abscheu vor sinnloser Brutalität und das erstaunlich ausgeprägte Bewusstsein vom Fortbestand zumindest potentieller menschlicher Würde [machte] die Griechen zur geschlossensten und in diesem Sinne auch zivilisiertesten Gruppe des Lagers.“

Bei vielen KZ-Häftlingen aus Griechenland entwickelte sich eine griechische Identität erst im Konzentrationslager. Aufgrund der sprachlichen Isolierung und der daraus resultierenden Gruppenbildung entwickelte sich auch ein gewisser Nationalstolz. „Wir Griechen“, lautet etwa eine prototypische Formulierung im Narrativ der Überlebenden. Vielfach berichtet wird auch, dass die Juden aus Griechenland gerne und oft sangen – fast ausschließlich griechische Lieder. Unter anderem überlebte der spätere Oberkantor von Berlin, Estrongo Nachama, nach eigener Aussage nur wegen seines schönen Gesangs das Vernichtungslager. Die sephardischen Juden stellten auch drei der erfolgreichsten Boxer in Auschwitz: den in Tunis gebürtigen Victor Perez (1911–1945), der auf einem Todesmarsch erschossen wurde, sowie die beiden aus Thessaloniki stammenden Griechen Salamo Arouch (1923–2009) und Jacko Razon (1921–1997), die beide Auschwitz überleben konnten.
Die Jüdinnen und Juden aus Thessaloniki, die die Selektion überlebt hatten, stellten wichtige Ressourcen für die Zwangsarbeit inner- und außerhalb des Lagers dar. Die Wachmannschaften nutzten ihre handwerklichen und körperlichen Fähigkeiten beim Barackenbau und bei der Fabrikserrichtung in Monowitz, innerhalb des Sonderkommandos für die Krematorien in Birkenau, auch in Bergwerken und auf Bauernhöfen. Im Herbst 1943 wurden einige hundert griechische Gefangene in das Arbeitslager Gesiowka verschickt, um die Ruinen des Warschauer Ghettos abzutragen und den Schutt wegzuräumen.

### Fotografien des Holocaust

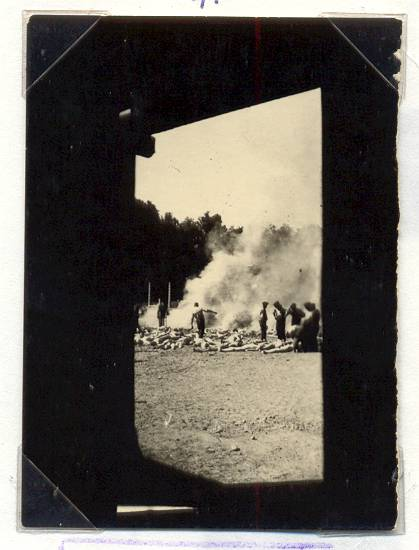
Verbrennung von Leichen in Auschwitz, heimlich fotografiert, vermutlich von Alberto Errera, August 1944

Eines der wenigen fotografischen Dokumente, „Bilder trotz allem“, des Holocaust stammt nach Aussage eines Zeitzeugen von einem griechischen Häftling namens Alex, der später als Alberto Errera identifiziert wurde. Er gehörte der Aschebeseitigungsabteilung des Sonderkommandos an. Die Fotografien dokumentierten eine Gruppe von Frauen vor der Vergasung sowie Leichenmassen danach. Errera wird von griechischen Überlebenden als Seele der Aufstandsbewegung charakterisiert, obwohl er am Tag des Aufstands nicht mehr am Leben war. Er hatte zwei Aufseher niedergeschlagen, war in die Weichsel gesprungen und geflüchtet. Tags darauf wurde er von SS-Männern gefasst, ermordet und unter Aufsicht verbrannt.

### Aufstand von Auschwitz
Am 7. Oktober 1944 kam es zu einem Aufstand der KZ-Häftlinge des Sonderkommandos, welche die Gaskammern und Krematorien bedienen mussten und als Sicherheitsrisiko von den anderen Häftlingen getrennt gefangen gehalten wurden. Das Sonderkommando setzte sich damals aus rund 450 ungarischen, 200 polnischen, 180 griechischen, drei slowakischen, fünf deutschen und einem niederländischen Juden sowie 19 sowjetischen Kriegsgefangenen, fünf polnischen Schutzhäftlingen und einem deutschen Kapo zusammen.
Bei den 300 Häftlingen, die die Kapos ausgewählt hatten, handelte es sich überwiegend um ungarische und griechische Juden. Noch bevor die Liste an Busch übergeben worden war, setzten sich einige von der Selektion Betroffene mit den Anführern der Widerstandsgruppe in Verbindung und erklärten, dass keiner der dreihundert bereit sei, sich ohne Gegenwehr abschlachten zu lassen. Sie meinten, der Zeitpunkt für den geplanten Aufstand sei jetzt gekommen, und forderten das Sonderkommando auf, mitzumachen, und zwar ohne Rücksicht darauf, ob sich das übrige Lager anschließe oder nicht.
Weibliche Gefangene hatten Sprengstoff von einer Waffenfabrik eingeschmuggelt, und das Krematorium IV wurde damit teilweise zerstört. Deshalb wurden am 5. Januar 1945 hingerichtet: Ala Gertner, Rózia Robota, Regina Safirsztajn und Ester Wajcblum. Anschließend versuchten die Gefangenen eine Massenflucht, doch alle 250 Entflohenen wurden kurz darauf von der SS gefasst und ermordet.

### Verweigerung der Arbeit im Sonderkommando
In der Literatur kaum rezipiert wurde bislang die Standhaftigkeit jener 435 Juden aus Korfu, Athen und Ioannina, die nach der Quarantäne am 22. Juli 1944 dem Sonderkommando im KZ Auschwitz-Birkenau zugeteilt worden waren und die kollektiv „ihre Beteiligung an der Ermordung ihrer Glaubensbrüder und -schwestern“ verweigerten. Sie wurden deshalb noch am selben Tag vergast.
Als die Rote Armee Anfang 1945 vorrückte, wurden die bis dahin überlebenden griechischen Gefangenen zu Todesmärschen Richtung Deutschland gezwungen, wobei erneut viele ihr Leben verloren.

## Zahlen

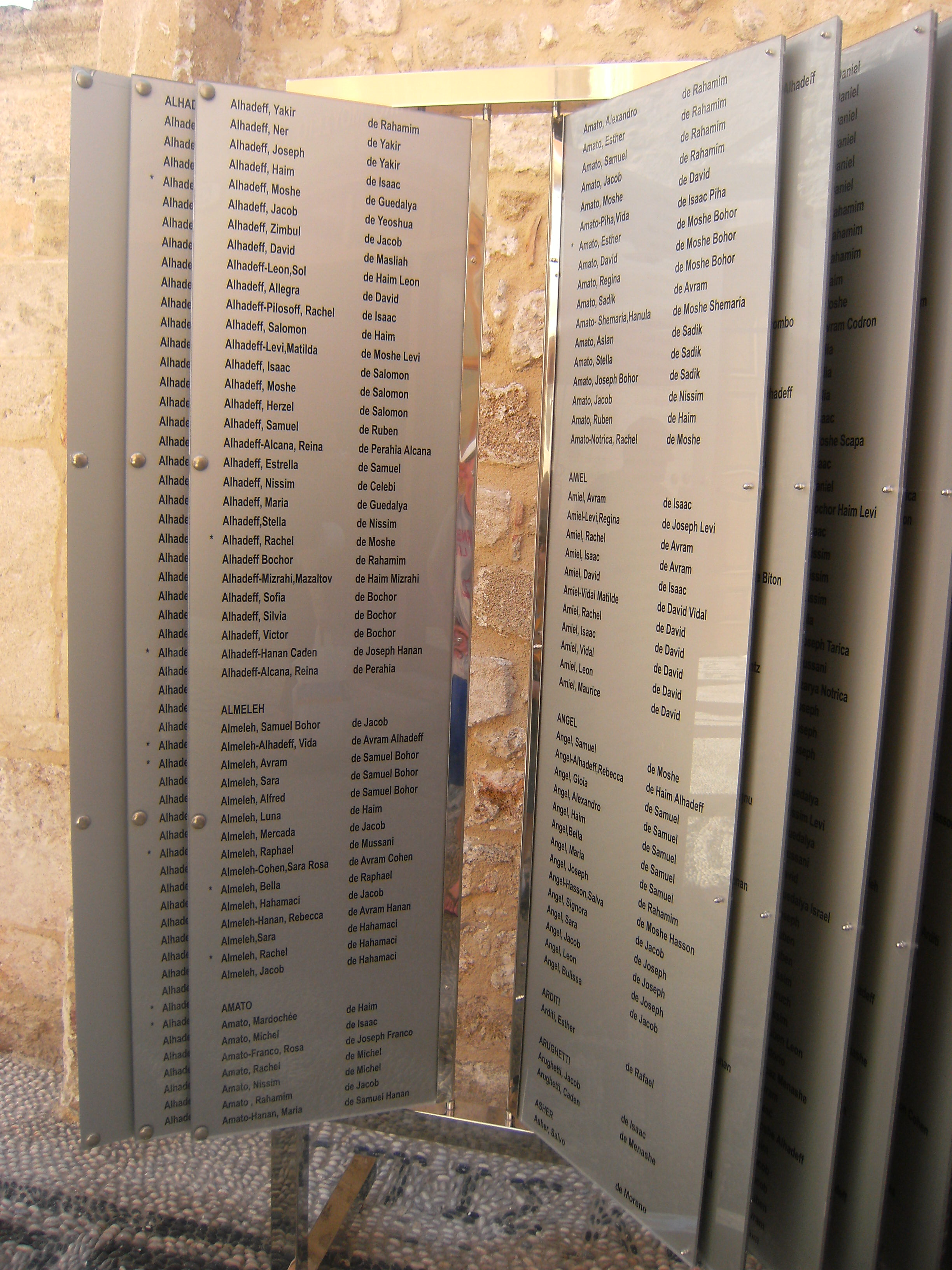
Liste der Namen der Opfer des Holocaust auf Rhodos

Danuta Czech hat aufgrund verschiedener Quellenmaterialien, unter anderem der nach dem Krieg im Bahnhof Auschwitz gefundenen Fahrkarten in Griechisch und Deutsch, festgestellt, dass insgesamt etwa 55.000 Personen von Griechenland nach Auschwitz deportiert wurden. Die Studie von Hagen Fleischer über den Holocaust in Griechenland, veröffentlicht in Dimension des Völkermords, herausgegeben von Wolfgang Benz ergab folgende Opfer- und Überlebendenzahlen:
| Anzahl | Todesumstände                                                                 |
| ------ | ----------------------------------------------------------------------------- |
| 52.185 | Opfer von Auschwitz (deutsche Zone)                                           |
| 4.200  | Opfer von Treblinka (bulgarische Zone)                                        |
| 2.500  | Exekutionen und andere okkupationsbedingte Todesfälle innerhalb Griechenlands |
| 58.885 | Gesamtzahl der Todesopfer                                                     |

| Anzahl    | Überlebensumstände                                |
| --------- | ------------------------------------------------- |
| 10.226    | registrierte Überlebende in Griechenland (Dez 45) |
| ca. 300   | Schätzung der nichtregistrierten Überlebenden     |
| ca. 200   | KZ-Überlebende direkt nach Palästina emigriert    |
| ca. 2.000 | während der Okkupation nach Nahost geflohen       |
| 12.726    | geschätzte Gesamtzahl der Überlebenden            |

## Überlebende
Die Rückkehr aus dem Untergrund und aus den Lagern in die Heimat war schwierig. Wohnungen und Geschäfte waren von Griechen belegt, Lebensmittelkarten und Arbeit gab es nicht, da die Rückkehrer weder staatlich noch in den Arbeitervereinen registriert waren. Im Juni 1945 wurde der Zentralrat der Israelischen Gemeinden in Griechenland (KIS) gegründet. Er sollte bei der Restitution des geraubten Besitzes, der strafrechtlichen Verfolgung von Tätern und bei der Hilfe und Kommunikation mit ausländischen jüdischen Organisationen helfen. Der griechische Staat hatte keine spezielle Hilfe für die griechischen Juden vorgesehen. Für einen langen Zeitraum waren diese auf die Hilfe von UNRRA, Rotem Kreuz, Joint Distribution Committee, Jewish Claims Conference, Jewish Agency und auch den Verein der Juden Thessalonikis in Amerika angewiesen.
Fast alle Berichte stimmen überein, dass von den zumindest 54.385 in Konzentrationslager Deportierten nur 1800 bis 2000 überlebten. Laut Fleischer sind in der höheren Zahl auch ca. 150 dodekanesische Juden enthalten, die nach der Befreiung zuerst nach Italien geschickt wurden, sowie jene aus der Gruppe der 552 im KZ Bergen-Belsen internierten Juden mit spanischer Staatsangehörigkeit, die direkt oder auf Umwegen zumindest vorübergehend wieder nach Griechenland kamen.
Fleischer nennt insgesamt 12.726 als Gesamtzahl der überlebenden Juden aus Griechenland nach Ende der deutschen Besatzung und schlüsselt sie detailliert auf. Demnach flüchteten während der Okkupationszeit 2000 nach Nahost und überlebten. In Griechenland selbst befanden sich im Jahr 1946 insgesamt 10.226 Personen, die registriert werden konnten, und geschätzt 300, die nicht registriert wurden. Als KZ-Überlebende, die direkt nach Palästina emigrierten, gibt er die Zahl 200 an.
Heute leben rund 5000 Juden in Griechenland. In den Nachkriegsjahren entschlossen sich zahlreiche Juden zur Auswanderung, insbesondere in das Britische Mandatsgebiet Palästina bzw. Israel oder in die USA. Viele griechische Juden heirateten Christen, was ebenso zur Dezimierung des Judentums beitrug. In Thessaloniki, der einst stolzen Metropole des Sephardischen Judentums, leben heute nur knapp tausend Menschen jüdischer Konfession, Ladino wird dort kaum mehr gesprochen.

### Einzelpersonen
Folgende Überlebende des Holocaust in Griechenland sind mit eigenen Artikeln in der Wikipedia dokumentiert:
- Salamo Arouch (griechisch Σολομόν Αρούχ, 1923–2009), Boxer aus Thessaloniki, siehe Spielfilm Triumph des Geistes.
- Ovadia Baruch (1922–2010), Zeitzeuge aus Thessaloniki, siehe Dokumentarfilm „May Your Memory Be Love“
- Solomon Molho und seine Frau Renee, siehe den Dokumentarfilm Ein Buchladen in sechs Kapiteln.
- Estrongo Nachama (griechisch Εστρόνγκο Ναχάμα, 1918–2000), in Thessaloniki geborener Sänger und von 1947 bis 2000 Kantor bzw. Oberkantor der Jüdischen Gemeinde zu Berlin.
- Jacko Razon (griechisch Ιακώβ Ραζόν, 1921–1997), Boxer aus Thessaloniki, in den Nachkriegsjahren emigriert nach Israel.
- David Saltiel (griechisch Δαυίδ Σαλτιέλ, geboren 1931 in Thessaloniki), Rabbiner und Vorsitzender der jüdischen Gemeinde von Thessaloniki, Vertreter des traditionellen sephardischen Gesanges.
- Jacques Stroumsa (griechisch Ιάκωβος Στρούμσα, 1913–2010), Geiger in Auschwitz, nach 1945 in Frankreich, ab 1967 in Israel, bedeutender Zeitzeuge.
- Shlomo Venezia (griechisch Σλόμο Βενέτσια, 1923–2012), nach 1945 in Italien, bedeutender Zeitzeuge.
- Mois Yussuroum (griechisch Μωύς Γιουσουρούμ, 1920–2018), Partisanenkämpfer gegen die deutsche Besatzung und im folgenden Bürgerkrieg.[81][82]

## Aufarbeitung

### Strafrechtliche Schritte
Mit der Bildung eines Sondergerichts für Kollaborateure in Thessaloniki im Frühling 1945 wurden auch die in den Unterlagen der YDIP geführten Begünstigungen und deren Empfänger relevant. Die zurückkehrenden überlebenden Juden verlangten die Bestrafung dieser „Nazi-Kollaborateure“, aber wegen des Griechischen Bürgerkriegs schätzte der Staat viele „Verwalter“ nunmehr dezidiert als wertvolle Antikommunisten, die Nachkriegskarrieren machen konnten. Viele „Verwalter“ konnten erfolgreich ein zweites Mal ihren Anspruch auf das Vermögen der Juden geltend machen und es behalten.
- Herbert Gerbing soll das Ende des NS-Regimes nicht überlebt haben und wurde am 22. Mai 1952 vom Landesgericht Wien für tot erklärt.[84] Theodor Dannecker entzog sich am 10. Dezember 1945 durch Suizid seiner Verantwortung, Walter Schimana am 12. September 1948. Auch Rolf Günther soll sich – im August 1945 im amerikanischen Kriegsgefangenenlager Ebensee – mittels Gift umgebracht haben, allerdings wurde dies lange Jahre angezweifelt. Anton Zita soll am 16. Juni 1946 im Prager Gefängnis Pankrác verstorben sein. Das Schicksal der weiteren Hauptverantwortlichen nach 1945:
- Günther Altenburg blieb unbehelligt. Er wurde zwar 1947 im Rahmen der Nürnberger Prozesse mehrmals vernommen,[85] jedoch nie angeklagt. Er war als Generalsekretär der Deutschen Gruppe der Internationalen Handelskammer mit Sitz in Köln tätig und starb 1984 im Alter von 90 Jahren.[86]
- Adolf Beckerle, Gesandter der deutschen Botschaft in Sofia in den Jahren 1941–43 wurde im Frankfurter Diplomatenprozess 1967 wegen der Deportation von neu-bulgarischen Juden aus Thrakien und Mazedonien angeklagt. Das Verfahren gegen ihn wurde 1968 krankheitsbedingt eingestellt.[87]
- Ernst Brückler blieb unbehelligt. Zwar wurden 1950 Ermittlungen wegen der sogenannten Arisierung einer Wohnungseinrichtung in der Wiener Innenstadt sowie wegen Misshandlung unter Ausnützung dienstlicher Gewalt als interimistischer Leiter der so genannten Bemessungsabteilung in der Zentralstelle für jüdische Auswanderung eingeleitet, diese wurden jedoch 1955 eingestellt, „weil die Beweismittel nicht ausreichten“.[88][89]
- Alois Brunner war als Eichmanns rechte Hand für die Deportation von zumindest 120.000 Juden in mehreren Ländern Europas verantwortlich. Er wurde für seine Taten nie zur Verantwortung gezogen. Er arbeitete nach dem Untergang des NS-Regimes – unter dem Namen Alois Schmaldienst – in München als Lkw-Fahrer für die US-Army, als Hauer im Ruhrgebiet und als Kellner im Essen. Er soll für das US-amerikanische Counter Intelligence Corps (CIC) tätig gewesen sein und später auch für den Bundesnachrichtendienst. Brunner verließ Deutschland erst im Jahr 1954, reiste über Rom nach Ägypten, wo er als Waffenhändler arbeitete, und schließlich nach Syrien, wo er als Regierungsberater für Judenfragen tätig gewesen sein soll. Er lebte dort unter dem Decknamen Dr. Georg Fischer bzw. Rischer und wohnte mit dem ehemaligen Lagerkommandanten von Treblinka, Franz Stangl, in einer Wohnung. In Abwesenheit war er 1954 in Frankreich zweimal zum Tode verurteilt worden, das Urteil konnte jedoch nicht exekutiert werden. Brunner überlebte 1961 und 1980 zwei Briefbomben, die ihm mutmaßlich vom Mossad zugesandt worden waren. Er verlor im ersten Fall ein Auge und im zweiten vier Finger der linken Hand. Laut Simon Wiesenthal soll er nach der Verhaftung Eichmanns die Entführung des Präsidenten des Jüdischen Weltkongresses, Nahum Goldmann, geplant haben, um Eichmann freizupressen. Brunner betrieb mehrere Firmen, korrespondierte regelmäßig mit seiner Tochter, die ihn auch besucht haben soll, wurde mehrfach fotografiert und gab Interviews. Der Illustrierten BUNTE erklärte er 1985, das Einzige, was ihm leidtue, sei, „dass er nicht mehr Juden umgebracht habe“. Versuche der französischen Regierung, seine Auslieferung zu erwirken, scheiterten an Hafiz al-Assad und seiner Regierung, die Brunners Aufenthalt in Syrien glattweg leugneten.[90][91] Auf Betreiben von Serge Klarsfeld und mit Unterstützung von Präsident François Mitterrand verhandelte Erich Honecker 1988 mit dem syrischen Regime über eine Abschiebung Brunners in die DDR. Das Vorhaben scheiterte am Fall der Mauer. Alois Brunner starb unbehelligt im Jahr 2009 oder 2010 in Damaskus.

Adolf Eichmann, 1942

- Adolf Eichmann konnte nach kurzer US-Kriegsgefangenschaft unter falschen Namen untertauchen und danach als Holzfäller, Gelegenheitsarbeiter und Geflügelzüchter überleben. Im Jahr 1950 reiste er über die sogenannte Rattenlinien mit deutsch-katholischer Unterstützung ungehindert nach Argentinien. Er holte seine Familie nach, nannte seinen 1955 geborenen Sohn Ricardo Eichmann und fand schließlich eine Anstellung als Elektriker im Lkw-Werk von Daimler-Benz in González Catán. Er wurde im Mai 1960 vom israelischen Geheimdienst gefasst und nach Israel verbracht, wo ihm zwischen 11. April und 15. Dezember 1961 der Prozess gemacht wurde. Das Todesurteil wegen Verbrechen gegen die Menschheit und weiteren Delikten wurde am 29. Mai 1962 vollstreckt. Es war die bislang einzige Hinrichtung durch den israelischen Staat.
- Fritz Gebhardt von Hahn war als Diplomat im Auswärtigen Amt mit der Deportation von neu-bulgarischen und griechischen Juden befasst. Im Frankfurter Diplomatenprozess wurde er 1968 wegen der Beihilfe an der Ermordung von über 31.000 Juden zu 8 Jahren Zuchthaus verurteilt.[92]
- Alfred Slawik konnte nach dem Ende des NS-Regimes vorerst als Knecht untertauchen. 1946 wurde er verhaftet, im März 1947 vom CIC der österreichischen Justiz übergeben, am 20. September 1949 wegen Misshandlungen und seiner Beteiligung an den Deportationen zu fünf Jahren schwerem Kerker bei Vermögensverfall verurteilt, jedoch bereits im Mai 1950 aus der Haft entlassen. Als im Zuge des Eichmann-Prozesses neue Tatvorwürfe auftauchten, er habe gemeinsam mit Eichmann einen Mord an einem jüdischen Gefangenen in Budapest begangen, wurde er von Juli 1961 bis Februar 1962 in Untersuchungshaft genommen. Die Staatsanwaltschaft stellte das Verfahren ein, weil sie wenig Aussicht auf eine Verurteilung sah.
- Jürgen Stroop wurde am 8. Mai 1945 von amerikanischen Streitkräften festgenommen und im Rahmen der Dachauer Prozesse am 21. März 1947 wegen seiner Beteiligung an der Ermordung alliierter Flieger zum Tode verurteilt.[93] Das Urteil wurde nicht vollstreckt, sondern Stroop an Polen ausgeliefert, wo er am 23. Juli 1951 wegen der blutigen Niederschlagung des Aufstandes im Warschauer Ghetto zum Tode durch den Strang verurteilt wurde. Die Hinrichtung erfolgte am 6. März 1952 gegen 19 Uhr in Warschau.
- Dieter Wisliceny wurde im Februar 1948 in der Tschechoslowakei wegen dort begangener Verbrechen hingerichtet. Zuvor hatte der SS-Offizier aber noch vor dem Nürnberger Kriegsverbrecher-Tribunal ausgesagt, dort die bereitwillige Mitarbeit der Wehrmacht bei der Judenvernichtung in Griechenland gelobt und unterstrichen, dass „ohne die enge Zusammenarbeit mit der Militärverwaltung die Aktion in Thessaloniki niemals hätte stattfinden können“, d. h. ohne den Kriegsverwaltungsrat Merten.

#### KZ Chaidari
Am 14. September 1952 wurde ein Ermittlungsverfahren gegen die Lagerkommandanten Paul Radomski und Karl Fischer sowie andere wegen Hinrichtung von Geiseln, Morden, Folterungen, Internierung unter unmenschlichen Bedingungen und Terror eingeleitet. Nach einer vertraulichen Vereinbarung zwischen dem griechischen Regierungschef Karamanlis und Bundeskanzler Konrad Adenauer wurden die Ermittlungen 1959 durch die Staatsanwaltschaft eingestellt, da die Beschuldigten nicht auffindbar seien.
- Walter Blume war das KZ in seiner Funktion als Befehlshaber der Sicherheitspolizei und des SD unterstellt. Er wurde für Vergehen zwischen Juni und September 1941 als Anführer des Sonderkommandos 7a (innerhalb der Einsatzgruppe B) in Russland und Belarus angeklagt und im Einsatzgruppen-Prozess 1948 wegen Verbrechen gegen die Menschlichkeit, Kriegsverbrechen und der Mitgliedschaft in einer verbrecherischen Organisation zum Tode verurteilt, 1951 aber begnadigt und 1955 aus der Haft entlassen. Er verstarb 1974 in seiner Heimatstadt Dortmund.
- Paul Radomski galt jahrzehntelang nach dem Krieg als verschollen. Doch 2005 teilte die Staatsanwaltschaft Hamburg den ukrainischen Behörden, die wegen seiner Verbrechen im KZ Syrez ermittelten, mit, dass er am 14. März 1945 in der Nähe von Székesfehérvár in Ungarn umgekommen sei.[95]
- Über Karl Fischer und seinen Verbleib gibt es derzeit keine Angaben.

#### Ioannina, Rhodos
Die an der Deportation aus Ioannina beteiligten Angehörigen von SS, Polizei und Wehrmacht wurden nach 1945 von der westdeutschen Justiz nicht zur Rechenschaft gezogen; alle Ermittlungsverfahren wurden aufgrund fadenscheiniger Begründungen eingestellt.
- Ulrich Kleemann wurde 1947 aus US-amerikanischer Kriegsgefangenschaft entlassen. Ein Ermittlungsverfahren gegen ihn wegen Mordes wurde eingestellt.[97] Er starb 1963 im Alter von 70 Jahren bei einem Verkehrsunfall.

#### Verweigerte Strafverfolgung in der BRD
Im April 1956 übergab eine Delegation des griechischen Büros für Kriegsverbrechen dem Auswärtigen Amt und dem Bundesjustizministerium 167 Akten über 641 Kriegsverbrecher. Dort stellte man jedoch klar, dass man kein Interesse an einer Aufklärung oder Strafverfolgung habe, sondern lediglich das Material in deutscher Justizhoheit ablagern wolle. Mitunter wurden griechische Opferangaben besonders in Bezug auf den Holocaust angezweifelt, da „beispielsweise in Deutschland nur 0,01 % der Bevölkerung (also 8000 Personen) verfolgt worden seien“. Blessin, ein Vertreter des Bundesministeriums für Finanzen, zweifelte gar die Existenz „echter“ Konzentrationslager in Griechenland an.

### Restitution und Entschädigung

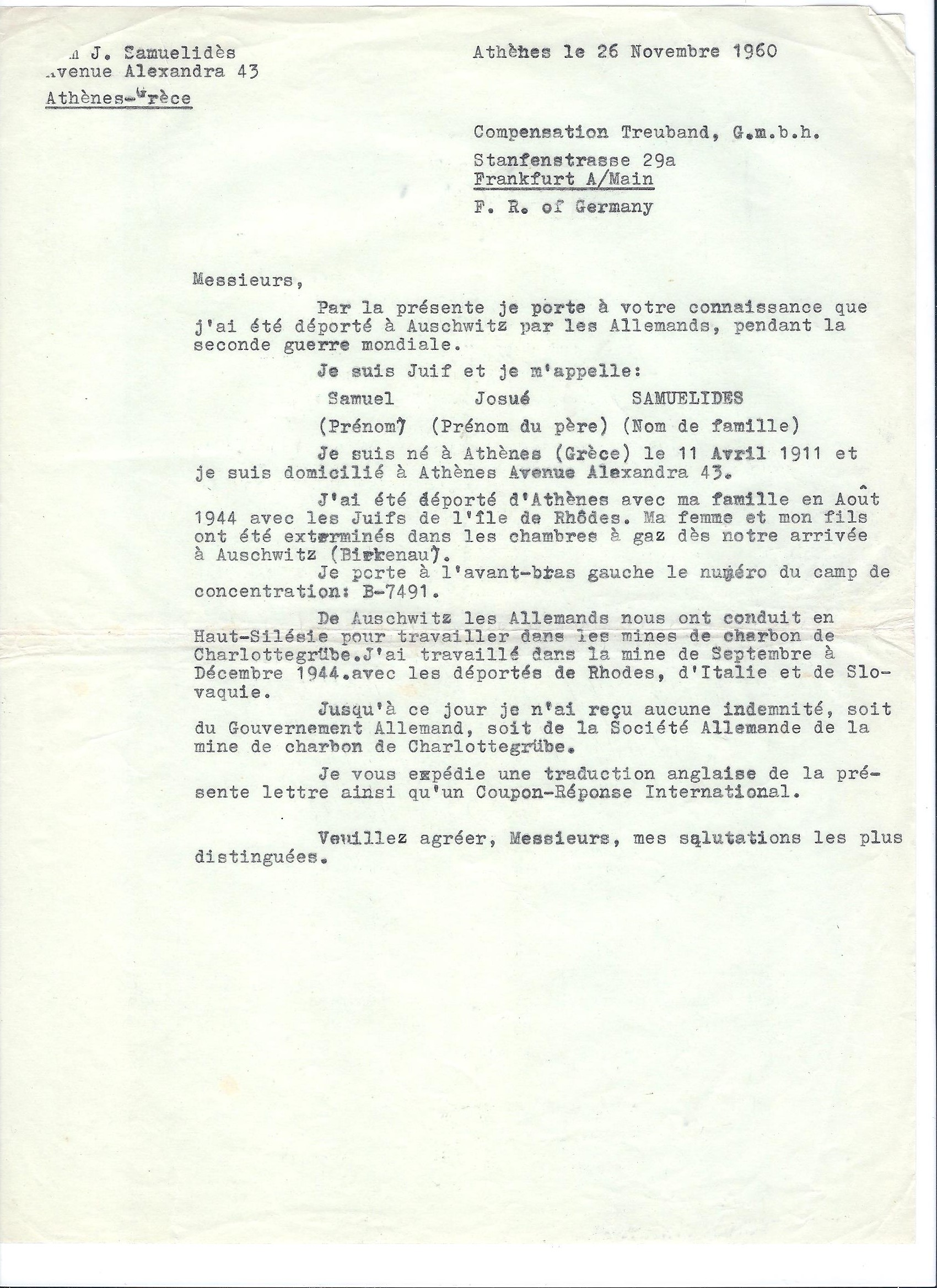
Kompensationsersuchen des Samuel Josué Samuelides, November 1960

Ende Oktober 1944, zwei Wochen nach der Befreiung Athens, wurde ein Gesetz erlassen, das vorsah, dass alle beschlagnahmten Vermögenswerte ihren rechtmäßigen Besitzern zurückgegeben werden müssten. Während das griechische Außenministerium versuchte, die jüdischen Angelegenheiten im nationalen Interesse in Verhandlungen um eine Wiedergutmachung durch Deutschland einzubringen, setzten das griechische Militär und die Justiz den jüdischen Rückgabeanspruch gegenüber griechisch-orthodoxen Griechen nicht durch. Zusätzlich versuchte das Außenministerium, die Rückkehr griechischer Überlebender aus den Konzentrationslagern zu verzögern.
Michael Molho weist darauf hin, dass die Rückerstattung durch die KYDIP in den ehemals italienisch besetzen Gebieten zu einem großen Teil erfolgte, was mit den in Thessaloniki beschlagnahmten jüdischen Vermögenswerten kaum geschehen sei. Rena Molho gibt an, dass die jüdischen Überlebenden aus Thessaloniki bis 1953 nur die Rückgabe von 543 Häusern und Wohnungen, 18 Baracken und 51 Geschäften erwirken konnten.
Des Weiteren klagte die Jüdische Gemeinde von Thessaloniki vor dem EuGH gegen die Bundesrepublik, um das Lösegeld zurückzuerhalten, welches Mitglieder der Gemeinde damals an die NS-Besatzer zahlten, um ihre Angehörigen auszulösen. Trotz der Zahlung, die Teil einer Vereinbarung mit den Besatzern war, wurden die Juden deportiert. Der EuGH und Deutschland lehnten diese Klage ab.
An der Vernichtung der griechischen Juden war die Deutsche Reichsbahn mit den Deportationszügen in die Vernichtungslager beteiligt. Zugleich wurden die Opfer von der SS dazu gezwungen, Fahrkarten für ihre Verschleppung zu zahlen. Die Initiative Zug der Erinnerung setzt sich gemeinsam mit der Jüdischen Gemeinde Thessaloniki dafür ein, dass das begangene Unrecht durch die Deutsche Bahn AG als Rechtsnachfolger der Deutschen Reichsbahn durch Entschädigungszahlungen an die Opfer und deren Nachkommen kompensiert werde.

### Gedenken
Im Jahr 2003 beschloss das griechische Parlament einstimmig, den 27. Januar, den Jahrestag der Befreiung des Konzentrationslagers Auschwitz-Birkenau, zum Holocaust-Gedenktag zu erklären. Seither finden an diesem Tag offizielle Gedenkveranstaltungen in Griechenland statt. 2016 wurde das Denkmal für die Gerechten der Völker Griechenlands nahe der Athener Synagoge feierlich enthüllt.

#### Zeitzeugen
Seit 1994 zeichnete die Shoah Foundation Gespräche mit Zeitzeugen weltweit als Visual History auf und der Verein Centropa führt ein akustisches digitales Archiv von Zeitzeugen für Zentral- und Osteuropa, also auch dem Balkan.
Einer Überlebenden der Deportationen aus Thessaloniki war Shlomo Venezia (1923–2012), der aus einer italienischen Familie stammte und nach dem Untergang des NS-Regimes in Italien lebte. Erst Jahrzehnte später begann er als einer der wenigen noch lebenden italienischen Zeitzeugen des Holocaust öffentlich von seinen Erlebnissen zu sprechen. Als Gast in zahlreichen Fernsehsendungen sowie an Schulen richtete er sich mit seinem Erzählen vor allem an die Jugend. Auch war er Berater für Roberto Benignis Film Das Leben ist schön.
Zwei Boxsportler aus Thessaloniki, Salamo Arouch und Jacko Razon, überlebten die Shoah und wanderten danach in das Britische Mandatsgebiet Palästina aus. Arouchs Erinnerungen wurden unter dem Titel Triumph des Geistes verfilmt, Razon gab 1995 der Shoah Foundation in Tel Aviv ein fast zweistündiges Interview in hebräischer Sprache.
In ihrer 2003 bei Duncker & Humblot erschienenen Dissertation Der Holocaust in den Zeugnissen griechischer Jüdinnen und Juden analysiert die Philologin Tullia Santin die Zeitzeugnisse von zwanzig Opfern und Überlebenden des Holocaust.
Owadjah Baruch überlebte 1945 einen Todesmarsch ins KZ Mauthausen, heiratete nach dem Krieg Alisa, die ebenfalls einen Totenmarsch überlebt hatte, zog mit ihr nach Palästina und sie bekamen zwei Kinder. 2008 kehrte er – für den Dokumentarfilm Dir in Liebe gedenken – an die Schauplätze seiner Jugend und seines Martyriums zurück.

#### Literarische Aufarbeitung
1996 stellte Anne Michaels ihren Roman Fugitive Pieces vor, der das Schicksal eines polnischen Jungen erzählt, der der Verhaftung entgeht und von einem griechischen Archäologen nach Zakynthos gerettet wird. Das Buch wurde auch in deutscher Sprache unter dem Titel Fluchtstücke veröffentlicht. Es gibt auch eine Bühnenadaption. Der Roman wurde 2007 unter demselben Titel von Jeremy Podeswa verfilmt. Buch und Film gewannen eine Reihe von Preisen.
2003 stellte Nina Nahmia ihr Buch Reina Gilberta – Ein Kind im Ghetto von Thessaloniki vor und lenkte damit die Aufmerksamkeit auf die 6000 Kinder und Jugendliche aus Thessaloniki, die entweder von christlichen Familien oder in Klöstern aufgezogen wurden – oder die sich den Partisanen anschlossen und so überlebten. Das Buch inspirierte den Filmregisseur Costa-Gavras, der es unter dem Titel Estrella mi vida verfilmen wollte. Ein Drehbuch dazu wurde von Ioanna Karystiani verfasst. Der Band ist 2009 auch in deutscher Sprache erschienen.

#### Einzelpersonen

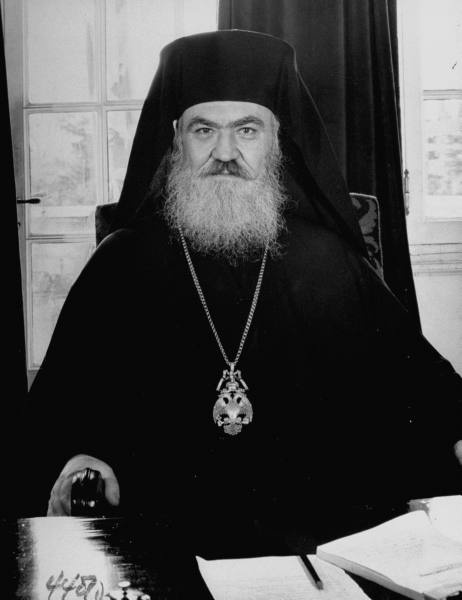
Erzbischof Damaskinos

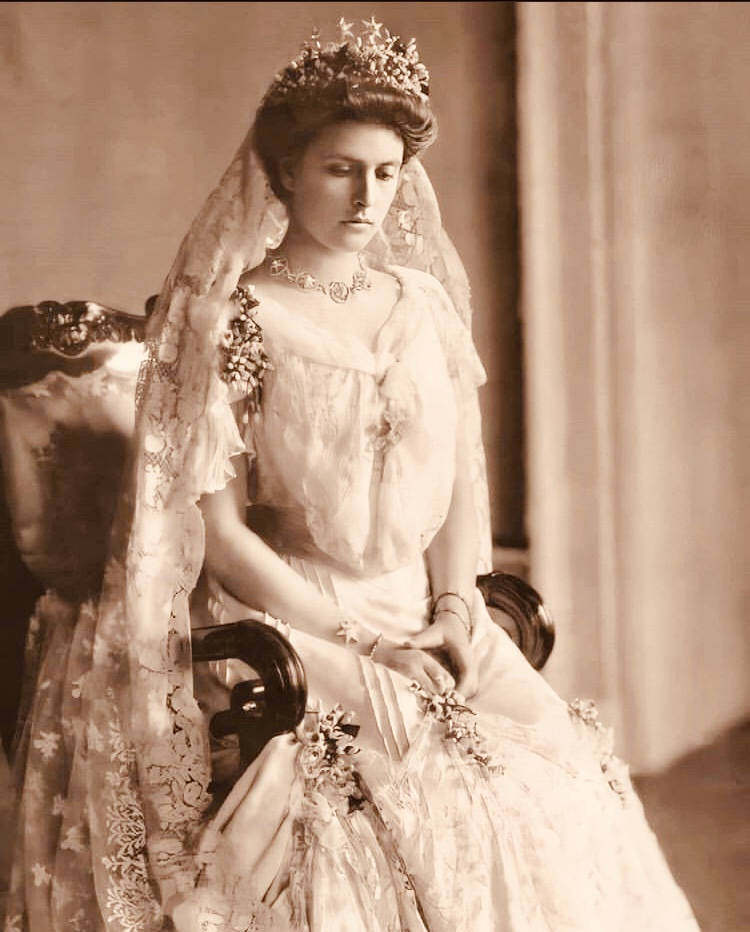
Alice von Battenberg

Bis Ende 2015 wurden insgesamt 328 Griechen und Griechinnen von Yad Vashem mit dem Titel Gerechter unter den Völkern ausgezeichnet. Diese Ehrung gilt der Rettung von Juden während der Zeit des Nationalsozialismus. Griechenland hat in Relation zu seiner Bevölkerung eine besonders hohe Dichte an Ausgezeichneten und nimmt in der Reihung der Nationen den zwölften Platz ein. Beispiele sind:
- Die alleinerziehende Putzfrau Sofia Kritikou (griechisch Σοφία Κρητικού) wohnte mit ihrer Tochter Agapi in Peristeri. Sie nahm David Kazansky und dessen Kinder Zwi (18 Jahre), Liana (16 Jahre) und Gina (8 Jahre) bei sich auf, trotz der drohenden Todesstrafe. Alle vier bei ihr Untergebrachten überlebten.
- Der Metropolit Chrysostomos von Zakynthos und der Bürgermeister Lukas Karrer weigerten sich, die von den Deutschen geforderte Liste aller Juden von Zakynthos zusammenzustellen und setzten nur zwei Namen auf die Liste: ihre eigenen.
- Damaskinos Papandreou, Erzbischof von Athen und späterer Premierminister Griechenlands, trat gegen die Verschleppung von Zwangsarbeitern, Geiselnahmen und die Bedrohung der griechischen Juden durch die Deutschen ein.
- Während der Besatzungszeit wohnte Prinzessin Alice von Battenberg, Schwiegertochter des ermordeten Königs Georg I. von Griechenland und Schwiegermutter der englischen Königin Elisabeth II., in Athen. Sie arbeitete beim Roten Kreuz und versteckte die jüdische Familie Cohen vor den Nazis.
- Angelos Evert, Polizeichef von Athen ab September 1941, unterstützte den Griechischen Widerstand, hielt den Kontakt zur Griechischen Exilregierung und ließ für eine Reihe jüdischer Familien falsche Dokumente mit der Religionsbezeichnung griechisch-orthodox ausstellen.
- Elena von Griechenland, Mutter des rumänischen Königs Michael I., setzte sich aktiv für die Rettung der rumänischen Juden ein.
- Der erst 30-jährige türkische Generalkonsul auf Rhodos, Selahattin Ülkümen, einziger Gerechter seines Landes, kämpfte gegen die Deportation aller Juden türkischer Staatsbürgerschaft von Rhodos und stellte auch deren Partnern und Kindern türkische Papiere aus. In der Folge bombardierten deutsche Streitkräfte sein Haus und verletzten seine hochschwangere Frau so schwer, dass sie wenige Tage später verstarb. Der zum Zeitpunkt des Angriffs noch ungeborene Sohn überlebte. Seinem Sohn beantwortete er später die Frage, ob er genauso gehandelt hätte, wenn er gewusst hätte, was passieren würde: „Im Islam ist es wie im Judentum; wer einem Menschen das Leben rettet, rettet die ganze Welt. Deine Mutter wäre stolz auf mich und ich würde exakt das Gleiche noch einmal tun.“[113]

#### Jüdische Museen und Denkmäler
1977 wurde Εβραϊκό Μουσείο της Ελλάδος, das Jüdische Museum Griechenlands, in einem Anbau einer Synagoge in Athen gegründet. 1997 wurde mit Hilfe des Kulturministeriums ein neues Gebäude in der Odos Nikis 39, unweit des Syntagma-Platzes, erworben und für das Museum umgebaut. Es zeigt auf 800 m² rund 8000 Exponate. Ebenfalls 1997 wurde das Εβραϊκό Μουσείο Ρόδου, das Jüdische Museum Rhodos, in einem Anbau der Kahal-Shalom-Synagoge in der Odos Dossiadou eröffnet. 2006 wurde es grundlegend renoviert und wird seitdem von der Israelitischen Gemeinde von Rhodos betreut. Die Kustodin ist eine Auschwitz-Überlebende.
1997 war Thessaloniki Kulturhauptstadt Europas. In dessen Rahmen wurde – neben dem Museum für zeitgenössische Kunst – auch das Εβραϊκό Μουσείο Θεσσαλονίκης, das Jüdische Museum Thessaloniki, im ehemaligen jüdischen Viertel der Stadt eröffnet. Unter seinem heutigen Namen und als Institution besteht das Museum seit 2001. Es befindet sich in einem früheren Bürogebäude der Banque d’Athènes, welches 1904 von Vitaliano Poselli entworfen wurde. Es handelt sich um eines der wenigen Gebäude von Juden, die dem Brand in Thessaloniki 1917 nicht zum Opfer fielen. Schwerpunkte der Dauerausstellung sind einerseits die Geschichte der sephardischen Juden, andererseits der Holocaust in Thessaloniki. Der Name des Museums lautet auf Ladino: Museo Djudio de Saloniki.

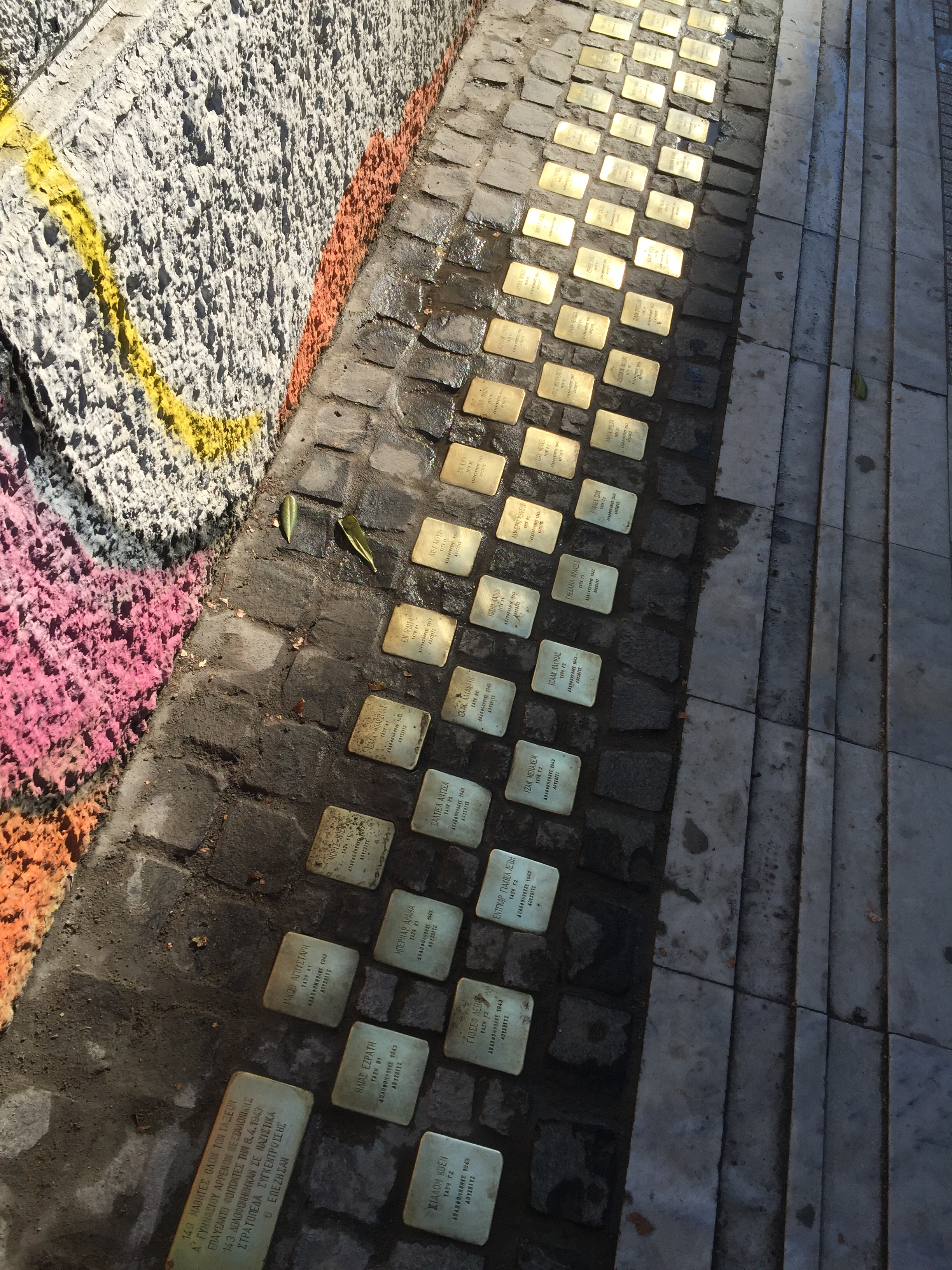
Stolpersteine für 81 Schulkinder in Thessaloniki

Denkmäler zur Erinnerung an den Holocaust finden sich in Thessaloniki, in Drama und Didymoticho, in Kastoria, Ioannina, Trikala und Larisa, auf Korfu und Lefkada, in Chalkida, Athen und auf Rhodos. Stolpersteine für 81 Schulkinder und eine Stolperschwelle wurden vom deutschen Künstler Gunter Demnig in Thessaloniki verlegt.

## Siehe auch

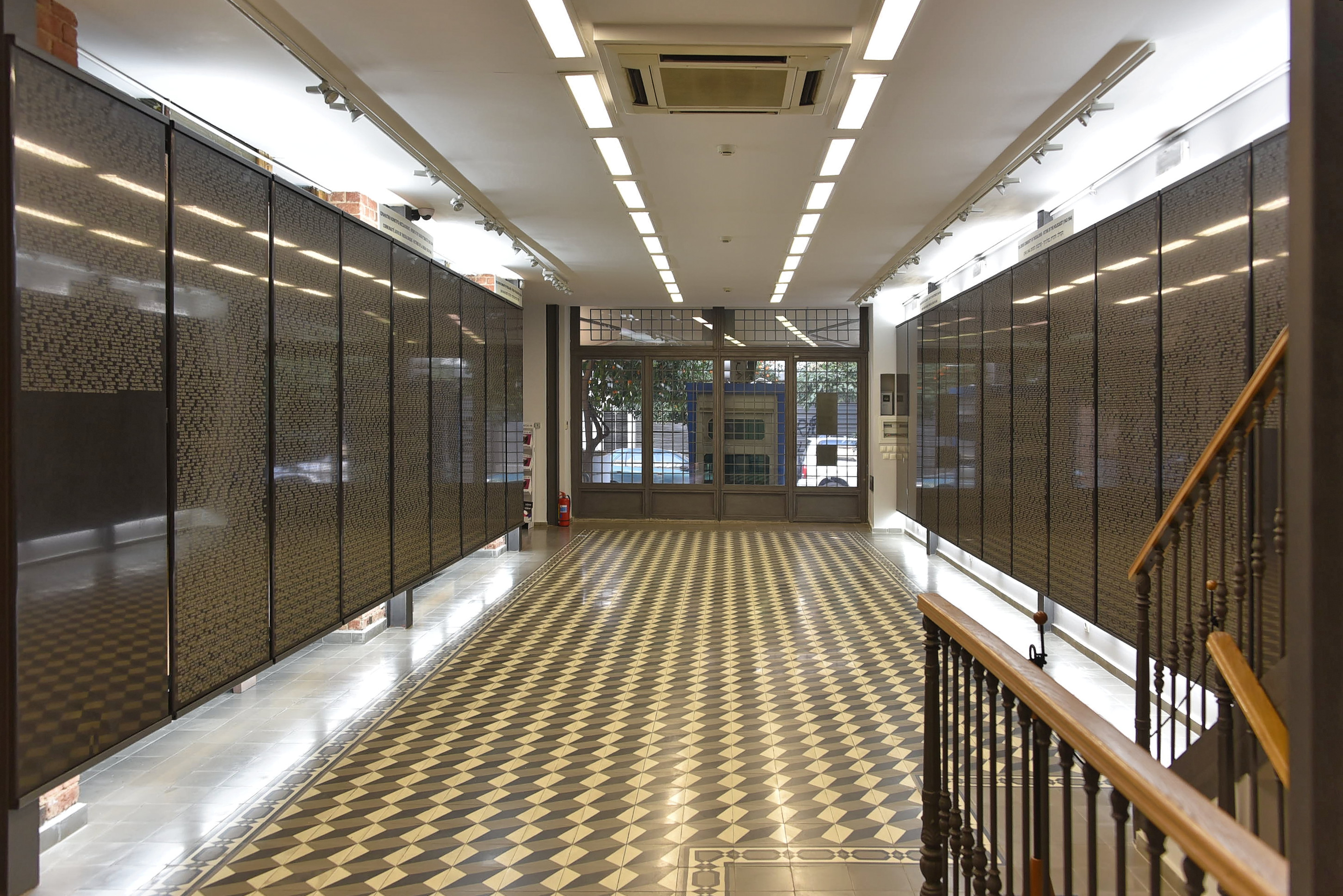
Halle der Ermordeten im Jüdischen Museum Thessaloniki

## Filmographie (Auswahl)
- Triumph des Geistes, Spielfilm von Robert M. Young, 1989
- Salonika, City of Silence, Dokumentarfilm von Maurice Amaraggi, 2006 (52 min.)
- Dir in Liebe gedenken. Die Geschichte des Owadjah Baruch. The International School for Holocaust Studies & The Center for Multimedia Assisted Instruction, Hebrew University of Jerusalem. Israel 2008 (47 Min.), DVD
- Song of Life, Dokumentarfilm, 2011[115]
- Kisses to the Children, Dokumentarfilm, 2011 (115 min.)[116]
- Ein Buchladen in sechs Kapiteln, Dokumentarfilm, 2012 (25 min.)
- Magic Men, Spielfilm von Guy Nattiv und Erez Tadmor, Israel 2014 (100 min.)